# Noelle Silva
Noelle Silva (ノエル・シルヴァ?, Noeru Shiruva) è un personaggio immaginario della serie manga Black Clover, creata da Yūki Tabata. È una Cavaliere Magica del Toro Nero, una nobile del Regno di Clover e membro della Casa Silva. Si unisce alla squadra insieme ad Asta, nonostante inizialmente non sia in grado di controllare la propria magia, malgrado il suo illustre lignaggio. Il suo obiettivo principale è ottenere il riconoscimento da parte della sua famiglia.
Nell'adattamento anime di Black Clover, Noelle è doppiata in giapponese da Kana Yūki e da Simona Chirizzi in italiano nel film Black Clover: La spada dell'imperatore magico. Il suo personaggio ha ricevuto un'accoglienza positiva da parte del pubblico e della critica, grazie alla sua crescita emotiva e allo sviluppo delle sue abilità magiche nel corso della serie.

## Creazione e concezione
Nel settembre 2017, a Yūki Tabata, autore di Black Clover, fu chiesto in un'intervista se ci fosse un personaggio che si fosse evoluto in modo significativamente diverso rispetto al concetto iniziale. Tabata citò Noelle, spiegando che inizialmente non immaginava che si sarebbe sviluppata così presto; tuttavia, prima che se ne rendesse conto, il suo personaggio stava crescendo insieme ad Asta, e l’autore si disse soddisfatto del risultato. Aveva pianificato che Noelle avrebbe superato il suo complesso d'inferiorità e avrebbe risvegliato il proprio potenziale regale combattendo al fianco di Asta.
Il personaggio di Noelle trae ispirazione da "Il brutto anatroccolo", evidenziando un tema di trasformazione: è stata derisa nel passato, ma col tempo rivela la sua vera forza. Il tema si riflette anche nel suo design visivo, che include abiti bianchi con volant di piume, ornamenti simili ad ali nella sua armatura da valchiria, e la presenza di piume nelle illustrazioni del manga.

## Descrizione del personaggio

### Poteri e abilità
Noelle è una maga dell’acqua. Nata con un incredibile potenziale magico, tipico del suo status reale, inizialmente non è in grado di controllare correttamente la sua magia, che tende a deviare in direzioni imprevedibili. Attraverso l’addestramento e affrontando vari pericoli, riesce gradualmente a dominarla, imparando prima a creare barriere d’acqua e successivamente raffiche offensive. In seguito ottiene l’incantesimo "Armatura da Valchiria", che le consente di rivestire il corpo con un’armatura magica fatta d’acqua, permettendole anche di controllare il mana di tutto ciò che tocca. Dopo ulteriore addestramento, sviluppa una variante marina dell’armatura, in forma di sirena, che ne amplifica notevolmente la potenza in ambienti subacquei. In seguito alla cattura di Lolopechka, Noelle diventa la nuova ospite dello spirito dell’acqua, Undine, acquisendo così la capacità di usare la Forma di Santa Valchiria, un potere in grado di distruggere i diavoli. Successivamente, Noelle diventa anche l’ospite del Dio del Mare, al Tempio Subacqueo, ottenendo un ulteriore potenziamento. Questo potere, fornito dal Dio del Mare Leviatano, le garantisce una nuova evoluzione della sua armatura: la "Forma di Drago – Armatura da Valchiria", ancora più potente e imponente.

## Biografia del personaggio
Noelle è nata nella Casa di Silva, una delle tre famiglie reali del Regno di Clover. Durante l’infanzia è stata derisa e maltrattata dai suoi fratelli, che la ritenevano responsabile della morte della madre, Acier Silva, avvenuta durante il parto, e per la sua incapacità di controllare la magia. Dopo essere stata rifiutata dalla squadra della sua famiglia, Noelle viene accolta nel Toro Nero grazie alla gentilezza del capitano Yami Sukehiro. Sebbene inizialmente riluttante per via del suo orgoglio nobiliare, decide di unirsi alla squadra quando viene accettata nonostante il suo scarso controllo magico.
Durante una missione nel villaggio di Saussy, Noelle inizialmente contempla la fuga quando Heath Grice e i suoi uomini attaccano, ma le suppliche di una giovane abitante le danno il coraggio di restare. Riesce così a sfruttare la sua magia per creare una barriera d’acqua e salvare gli abitanti del villaggio. Inizia a sviluppare sentimenti romantici per Asta, sebbene sia riluttante a esprimerli apertamente.
Durante la missione del Toro Nero al Tempio Subacqueo per recuperare una pietra magica, Noelle ha difficoltà a usare la sua magia per trasportare il gruppo sott’acqua, poiché non riesce a evocare ricordi felici. Tuttavia, grazie all’incoraggiamento dei compagni, ricorda la gentilezza e l’amore ricevuti da loro, trovando la motivazione per apprendere l’incantesimo necessario. Al tempio, il suo nuovo amico Kahono le fa comprendere che si è sempre trattenuta per paura di ferire qualcuno. Per la prima volta, usa la magia in modo offensivo contro Vetto, che minaccia la vita dei suoi amici. Vetto però si rigenera tramite Magia Proibita, costringendo gli altri Tori Neri a concludere la battaglia.
Durante un viaggio nella Foresta delle Streghe per curare il braccio di Asta, Noelle riceve l’incarico di fermare Fana usando la sua magia dell’acqua. Inizialmente esita, turbata dai ricordi della sua infanzia, ma l’incoraggiamento e la fiducia di Asta le infondono la determinazione necessaria per sconfiggere la nemica.
Durante l’addestramento su un vulcano dopo il Festival delle Stelle, si riunisce con Mereoleona Vermillion, che la sprona a superare la propria madre con le proprie forze. All’esame dei Cavalieri Reali, viene inserita in squadra con Yuno, e nel primo turno sconfigge il fratello Solid, dimostrandogli quanto sia cresciuta magicamente e affermando di essere stata riconosciuta da persone migliori di lui. Viene così accettata nei Cavalieri Reali. Quando gli elfi reincarnati attaccano la capitale, Noelle aiuta a salvare i suoi fratelli e riceve finalmente il riconoscimento di Nozel, il primogenito. Spinta da questo e dal proprio allenamento, ottiene l’incantesimo Armatura da Valchiria, che utilizza per difendere la famiglia da un elfo minaccioso.
Dopo la reincarnazione degli elfi, Noelle e il resto della squadra vengono incaricati di indagare sull’origine dei diavoli. Scopre da Dorothy Unsworth, capitano del Pavone di Corallo, che la madre Acier è morta a causa di una maledizione lanciata dal diavolo Megicula, che colpisce chiunque ne parli; motivo per cui Nozel aveva mantenuto il segreto. Le indagini portano i Cavalieri Magici ad allearsi con il Regno di Heart contro il Regno di Spade, e Noelle si allena per sei mesi sotto la guida della regina Lolopechka.
In uno scontro con Vanica Zogratis, Noelle viene sconfitta, ma viene salvata dagli elfi, con i quali si allena per padroneggiare la Forma Santa insieme a Undine. Si reca quindi nel Regno di Spade per una rivincita contro Vanica e, con l’aiuto del fratello Nozel, riesce a sconfiggere Megicula. Durante la battaglia comprende di essere innamorata di Asta.
Un anno dopo la guerra nel Regno di Spade, tenta di aiutare Asta nella sua battaglia contro Lucius Zogratis, ma viene intrappolata da Sorella Lily e assiste con orrore alla sua apparente morte. Quando Lucius invade il Regno di Clover, combatte insieme alla famiglia contro la madre, riportata in vita come Paladina. Successivamente viene rivelato che, con l’aiuto di Kahono e Kiato, ha stipulato un contratto con il Dio del Mare presso il Tempio Subacqueo. Grazie a questo potere e dopo le scuse di Nebra e Solid, Noelle e i suoi fratelli riescono a sconfiggere la madre.

## Altri media
Noelle appare come personaggio giocabile nel videogioco Black Clover: Quartet Knights. È inoltre presente nel film anime Black Clover: La spada dell'imperatore magico.

## Accoglienza

### Popolarità
Noelle si è costantemente classificata ai primi posti nei sondaggi annuali di popolarità di Black Clover in Giappone, arrivando nona nel secondo sondaggio con 709 voti e quinta nel quarto sondaggio con 1.337 voti. Nel quinto sondaggio, si è classificata prima con 80.150 voti.

### Critica
Daniel Dockery di Crunchyroll ha elogiato l’arco narrativo di Noelle per averle permesso di imparare ad amare e accettare gli altri, indipendentemente dalla loro posizione sociale, dopo aver vissuto anni in una famiglia odiosa e distante. Ha sottolineato come Noelle sia riuscita a liberarsi da un pensiero discriminatorio e a sviluppare la sua fiducia e la sua magia per diventare un cavaliere e un combattente. Dockery ha affermato che «Lei è l’incarnazione dei punti di forza di Black Clover e il meglio della sua famiglia». Marion De Leon di Toonami Faithful ha discusso di come i momenti di debolezza di Noelle mettano in risalto i suoi punti di forza, trasformando la sua riluttanza a ferire gli altri in un desiderio attivo di proteggerli, aggiungendo che «ha tanto di un viaggio da eroe quanto qualsiasi protagonista maschile negli anime». Scrivendo per Anime News Network, Rachel Trujillo ha evidenziato il rapporto di mentorship tra Noelle e Mereoleona come uno dei punti salienti della serie. Ivy Rose di Anime Feminist ha elogiato questa relazione, lodandola per aver rappresentato Noelle e Mereoleona «non come interessi amorosi per il personaggio principale, non come oggetti sessuali, non come damigelle indifese, né come guerriere unidimensionali, ma come persone completamente articolate».
Nella sua recensione del Volume 19, Shawn Hacaga di The Fandom Post ha dichiarato: «È stato estremamente gratificante vedere quanto è cresciuta dall’inizio della serie. Ha vissuto così tante cose terribili nel corso della sua vita. Ma è riuscita a perseverare!». LaNeysha Campbell ha apprezzato come Noelle, inizialmente priva di fiducia e controllo sui suoi poteri, abbia acquisito sicurezza grazie all’influenza positiva dei Tori Neri. Campbell ha osservato: «In questo volume, Noelle si confronta con nemici che possiedono magie mai viste prima e che possono tenerle testa. Sono momenti come questi che continuano a impressionarmi per la crescita di Noelle come personaggio». Krishna Mayuri di Otakukart è rimasto colpito dal suo secondo scontro con l’arcinemico Vanica, sottolineando che Tabata «dà ai suoi personaggi un tocco umano, piuttosto che renderli santi. Noelle è pronta a uccidere Vanica e non ha intenzione di risparmiarla. Questo la rende ancora più umana, e i fan lo adorano completamente».